# Заремба Володимир Іванович
Володимир Іванович Заремба (нар. 4 липня 1941 — пом. 21 листопада 2010) — український прозаїк, журналіст.

## Життєпис
Народився 4 липня 1941 року у с. Новожуків Рівненського району Рівненської області.
Закінчив Дубнівський культосвітній технікум за фахом бібліотекаря. Працював сільським бібліотекарем, кіномеханіком, на будівлі Рівненської шахти «Комсомольська».
У 1964 році закінчив факультет журналістики Львівського університету. З 1957 р. працює у пресі. У 1992—1994 роках був начальником Дніпропетровського облуправління культури. Був радником з гуманітарних питань в облраді, радником міністра культури з питань духовності. Головний редактор обласної газети «Січеславський край». З 1989 року очолює Дніпропетровський осередок Всеукраїнського Товариства «Просвіта».
Член НСПУ з 1988 року.
Нагороджений Орденом Святого рівноапостольного князя Володимира, медаллю «Будівничий України» Всеукраїнського товариства «Просвіта» імені Тараса Шевченка. Лауреат премії «Духовність» імені В. Михайлюка (Канада).
Помер 21 листопада 2010 року.

## Творчість
Прозаїк. Твори українською мовою, друкується з 1968 року. Твори Заремби присвячені забутим сторінкам історії, діячам культури минулого:
- «Іван Манжура» (1972; повість)
- «Василь Корнієнко» (1979; повість про трагічну долю першого ілюстратора «Енеїди» Івана Котляревського)
- «Скарб Дикого степу» (1984; про українського вченого-краєзнавця Олександра Поля)
- «Подарована краса» (1990; повість про життя і творчість художника Миколи Глущенка)